# デカン・クイーン

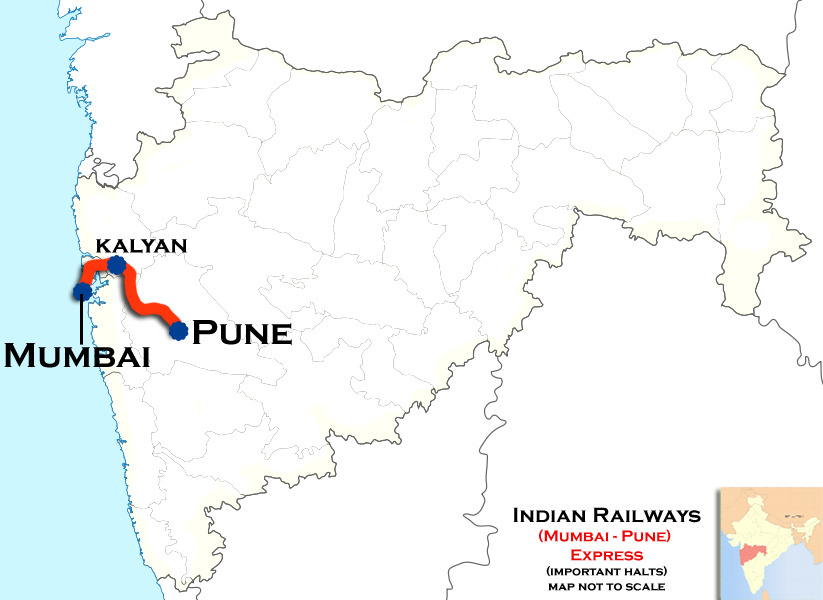
路線図

デカン・クイーン（英語: Decan Queen）は、インドで運行されている急行列車の1つ。ムンバイとプネーの2つの大都市間を結んでおり、イギリス領インド帝国時代の1930年から継続して運行されている歴史ある列車である。愛称はプネーの異名である「デカンの女王（Queen of Deccan）」にちなんだものである。

## 歴史
「デカン・クイーン」が営業運転を開始したのは、イギリス領インド帝国時代の1930年6月1日であった。プーナ（現：プネー）に存在する競馬場を訪れるボンベイ（現：ムンバイ）の富裕層を主な利用層として捉えており、両都市を高速で運行する列車として導入された。7両編成の客車列車の中にはインドで初となる食堂車や女性専用車両が連結されており、銀色を基調にスカーレットの装飾が施された編成と、ロイヤルブルーを基調に金色の帯を纏った編成の2編成が用意された。牽引機関車は当初から電気機関車が使用されていた。
当初は毎週末のみボンベイ都市圏の都市・カリヤーンとプーナを結んでいたが、早期に路線延長・本数の増便が実施され、ボンベイ・ビクトリア・ターミナス駅（現：チャトラパティ・シヴァージー・ターミナス駅）とプーナ・ジャンクション駅（現：プネー・ジャンクション駅）を毎日運行する形に改められた。車内の座席等級については、運行開始当初から1等座席と2等座席の2種類が存在していたが、インド独立後の1949年1月1日に1等車が廃止され、それまでの2等車が1等車に格上げされた。その後、1955年6月に3等車の連結が始まり、1974年に2等車への再指定が実施されている。
使用客車については、1966年にインテグラル・コーチ・ファクトリーが生産した標準型客車のICF客車に変更され、1995年にも空気ブレーキを備えた車両への変更が実施され車内環境の向上や定員数の増加が図られた。また、1980年代には2階建て客車が連結されていた時期もあった。編成数も増加し、運行開始当初の7両編成から12両編成を経て、2020年代初頭には17両編成で運行されるようになった。そして、運行開始から92年目を迎えた2022年以降、デカン・クイーンは安全性や快適性を更に向上させた新たな標準型客車であるLHB客車・16両編成による運行が行われている。

## 車両
前述の通り、2022年6月以降デカン・クイーンはLHB客車と呼ばれる客車が用いられている。緑色、赤色、黄色を使った専用塗装を纏う編成内には展望車である「ビスタドーム」や車内で食事が可能な食堂車が連結されており、特に食堂車は2022年時点のインドの定期列車の中で唯一連結されている事例となっている。それらを含め、16両編成の客車列車は以下の車種で構成されている。
- 冷房付き座席車（AC Chair Car）：4両
- 非冷房2等座席車（Second Class Chair Car）：8両
- ビスタドーム（Vista dome coach）：1両
- 冷房付き食堂車（AC Dining Car）：1両
- 非冷房2等座席緩急車（General Second class cum Guard’s brake van）：1両
- 電源車（Generator Car）：1両

それ以前に使用されていたのは1995年に導入されたICF客車で、車体下半分を青色、上半分を白色、窓上に赤色の帯という専用塗装が施されていた。一方、ビスタドーム車両については2021年にこれらの編成に増結された歴史を有しており、使用車両がLHB客車に変更された後も継続して使用されている。

## ギャラリー

### 2022年以前

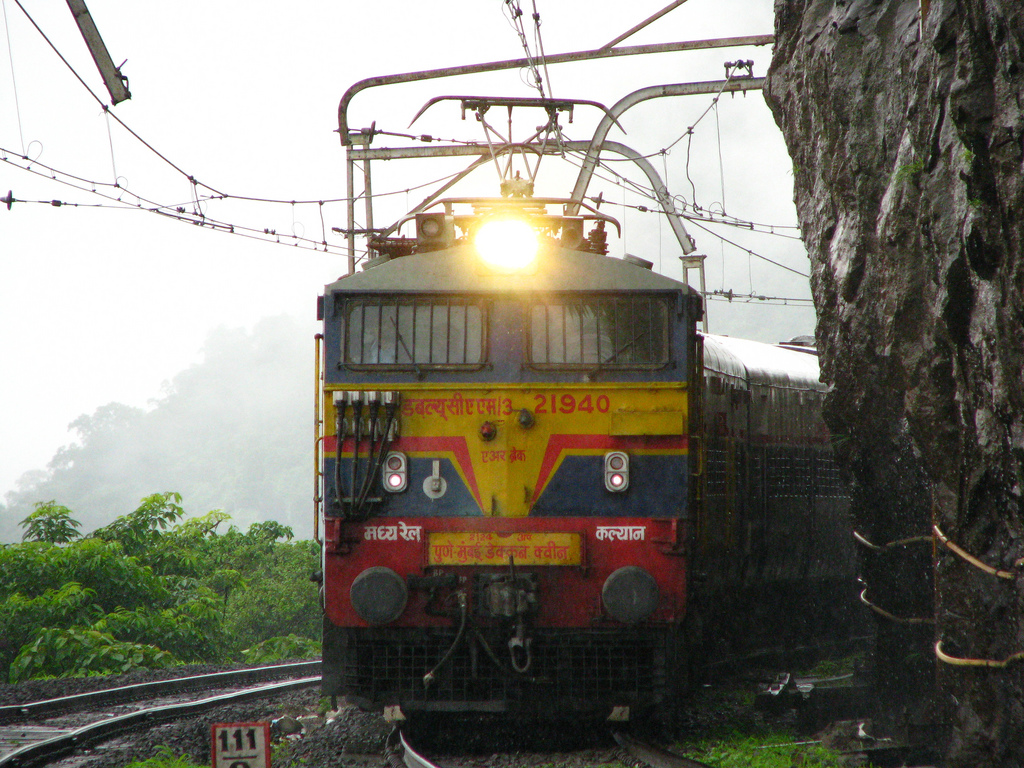
2008年撮影
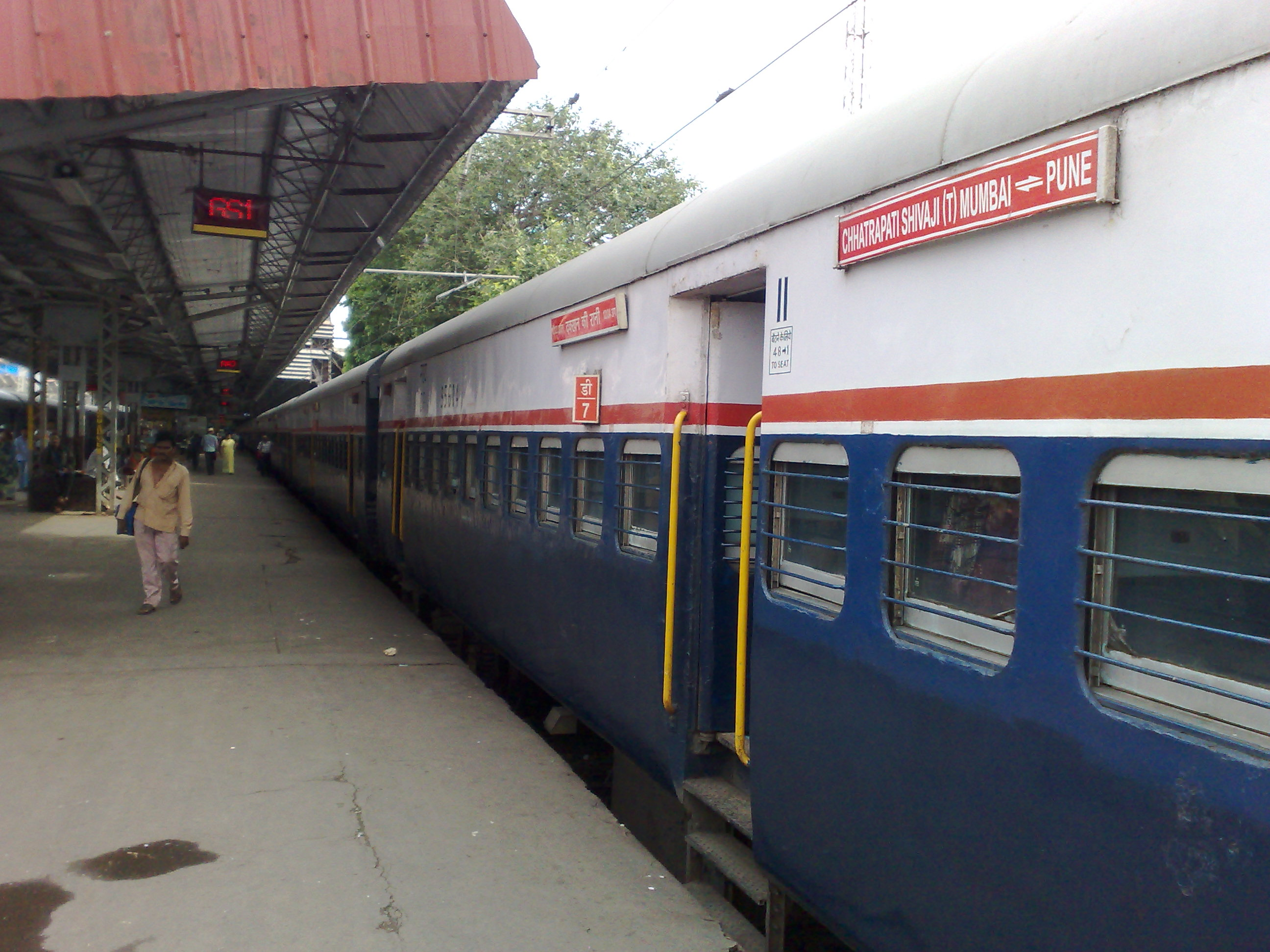
2013年撮影
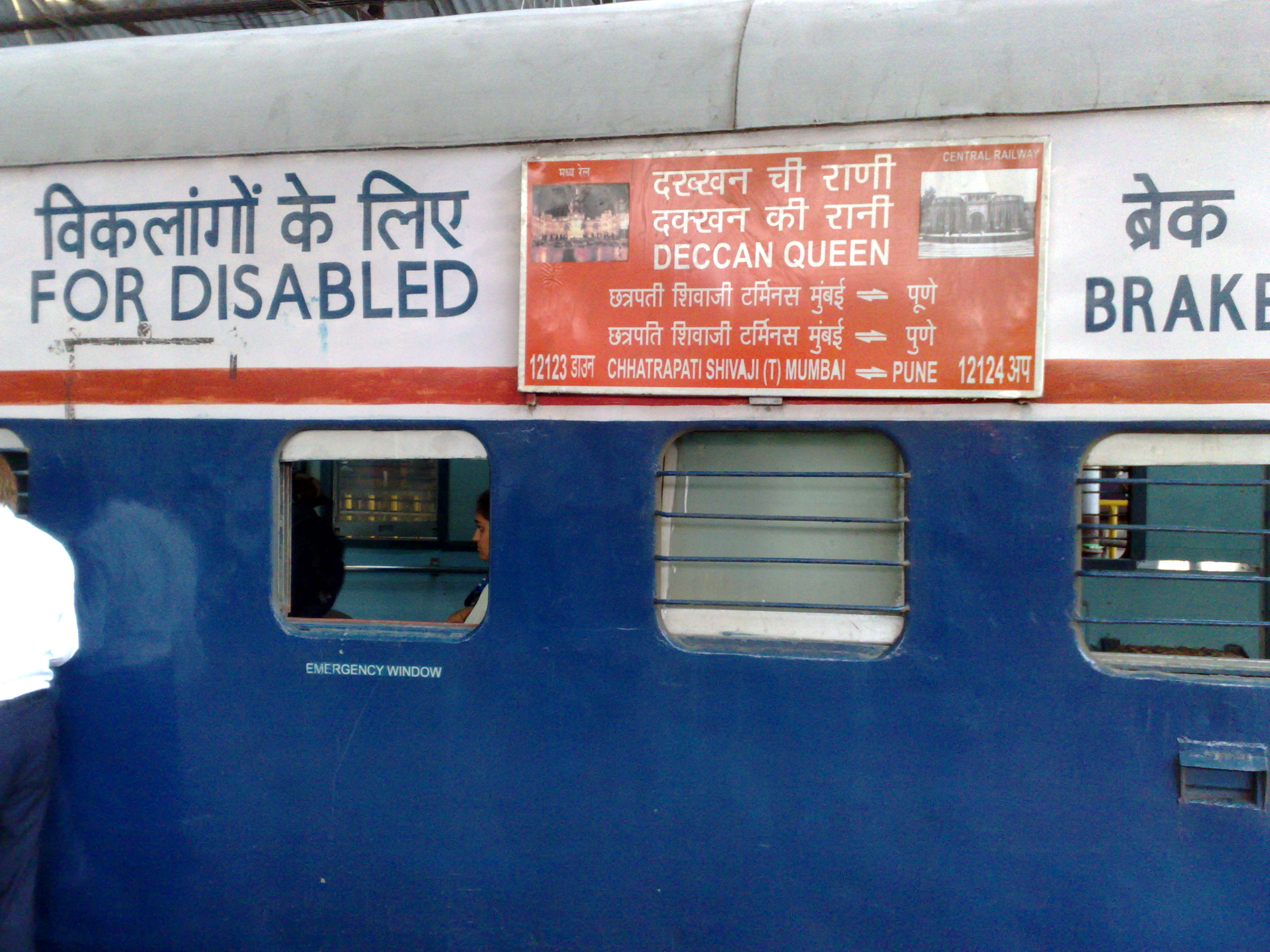
2013年撮影